# 馮從順
馮從順（967年—1023年），字德柔，辽朝官员，信都人。
初在北宋为官，统和十七年（999年）南北失和，承天太后萧绰率军南下，馮從順跟随瀛州兵马都统康保裔统兵抵御，他兵败被擒，于是降辽，与显陵节度使郝德寿、楚州节度使王仁赟，被辽圣宗重用。历任西头供奉、颁给副使、颁给武德皇城等使，两任知内承宣事、中上两京内省使、延州观察使，敦睦宫汉儿、渤海都部署、归义军节度管内观察处置等使、上京户尉。阶自银青升为金紫，勋自武骑尉升为上柱国，散官自国子祭酒、工部尚书升为司空、太傅、太尉，爵自男爵升为开国侯，食邑一千户、实封一百户。他为官廉直，备受信任。太平三年（1023年）在上京病故，时年五十七岁，十月十三安葬，其子冯知玄。